# Długoskrzydlakowe
Długoskrzydlakowe (Phaneropterinae) – bardzo zróżnicowana morfologicznie podrodzina owadów prostoskrzydłych z rodziny pasikonikowatych (Tettigoniidae), klasyfikowana też jako rodzina długoskrzydlakowate (Phaneropteridae). Należą do niej największe z pasikoników. Jest najliczniejszą w gatunki podrodziną pasikonikowatych – obejmuje blisko 2200 gatunków występujących na wszystkich kontynentach, poza Antarktydą. 
W Europie występuje ponad 150, a w Polsce 13 gatunków.
Rodzajem typowym jest Phaneroptera.

## Charakterystyka
Roślinożerne owady o długich czułkach i ze skocznymi tylnymi nogami. U gatunków występujących w Polsce pokładełko jest krótkie, sierpowato zagięte do góry (u Phaneropterini, którego jedynym przedstawicielem w kraju jest długoskrzydlak sierposz) lub różnego kształtu. Poza długoskrzydlakiem sierposzem, u krajowych gatunków brak skrzydeł drugiej pary.
W Polsce występują m.in. wątlik charłaj (Leptophyes punctatissima), opaślik sosnowiec (Barbitistes constrictus) i kilka gatunków z rodzaju Isophya (zrówieńka).

## Systematyka
Rodzaje należące do tej podrodziny zgrupowane są w 35 plemionach:

- Acrometopini
- Amblycoryphini
- Barbitistini
- Catoptropterigini
- Ducetiini
- Dysoniini
- Ectemnini
- Elimaeini
- Holochlorini
- Insarini
- Kevaniellini
- Letanini
- Microcentrini
- Mirolliini
- Morgeniini
- Odonturini
- Otiaphysini
- Pardalotini
- Percynini
- Phaneropterini
- Phlaurocentrini
- Phyllopterini
- Plagiopleurini
- Plangiopsidini
- Poreuomenini
- Preussiini
- Pycnopalpini
- Scudderiini
- Steirodontini
- Terpnistrini
- Trachyzulphini
- Trigonocoryphini
- Tylopsidini
- Vossiini
- Zeuneriini